# Go Skateboarding Day
Go Skateboarding Day (GSD) és un esdeveniment anual organitzat d'ençà el 2004 per la International Association of Skateboard Companies (IASC) a les principals ciutats del món a fi de promoure l'esport del monopatí de carrer i fer-lo més accessible.